# Maçã-bravo-de-esmolfe
A maçã 'Bravo de Esmolfe' é uma pequena maçã outonal de aroma intenso e polpa macia, autóctone da região de Esmolfe, Penalva do Castelo, na Beira Alta. É conhecida desde o século XVIII e terá sido obtida a partir de uma árvore de semente cujos frutos eram muito apreciados. Por essa razão, o material de enxertia foi muito procurado e a variedade disseminada. Desde 1994, a "Bravo de Esmolfe" tem Denominação de Origem Protegida (DOP) definida na legislação da União Europeia (UE).